# Baby på eventyr
Baby på eventyr er en dansk film fra 1942, instrueret af Johan Jacobsen efter manuskript af Arvid Müller.

## Handling
Landsretssagfører Erik Jessen får en dag besøg på kontoret af en af sin ungdoms sværmerier, Elisabeth, nu gift med godsejer Gustav Rosenfeldt. Elisabeth er utilfreds med, at hendes mand har inviteret en ung malerinde til at opholde sig på godset i flere måneder, og i sin jalousi ønsker hun selv at få en flirt på besøg. Jessen får det drilske indslag at lade reklamekonsulent Thomsen spille rollen som arkæolog og indfinde sig på godset, men da Thomsen ikke netop er den type, Elisabeth drømmer om, lykkes det hende at få lokket Jessen selv til Rosenfeldt.

## Medvirkende
- Angelo Bruun
- Berthe Qvistgaard
- Gunnar Lauring
- Beatrice Bonnesen
- Christian Arhoff
- Erni Arneson
- Carl Heger
- Ego Brønnum-Jacobsen
- William Bewer